# Albert L. Lehninger
Albert Lester Lehninger (17 de febrero de 1917 - 4 de marzo de 1986) fue un bioquímico estadounidense, y es ampliamente considerado como un pionero en el campo de la bioenergética.

## Primeros años y educación
Lehninger nació en Bridgeport, Connecticut, Estados Unidos, en 1917. Recibió su Licenciatura en Inglés de la Universidad de Wesleyan (1939) y pasó a realizar su Maestría en Ciencias (1940) y el Ph.D. (1942) en la Universidad de Madison, Wisconsin.

## Académico Profesional
Después de recibir su doctorado en bioquímica, ocupó diversos cargos docentes en la Universidad de Wisconsin-Madison y la Universidad de Chicago. En 1952, Lehninger llegó a la Facultad de Medicina de la Universidad Johns Hopkins para asumir el título de Profesor DeLamar del Departamento de Química Biológica. Se desempeñó en esta posición hasta 1978, cuando fue designado para el papel de profesor de la Universidad de Ciencias Médicas. Este cargo fue creado específicamente para Lehninger, para honrar su servicio a la Universidad Johns Hopkins, sus esfuerzos científicos pioneros y su dedicación a sus estudiantes. Ocupó este título hasta su muerte en 1986. Póstumamente, su memoria se honra a través de Las Conferencias Albert Lester Lehninger Memorial en la Universidad Johns Hopkins.
Hizo contribuciones fundamentales a la comprensión actual del metabolismo a nivel molecular. En 1948, descubrió junto con Eugene P. Kennedy, que las mitocondrias son el sitio de fosforilación oxidativa en las células eucariotas. Esto marcó el comienzo del estudio moderno de la transducción de energía. Es autor de varios textos clásicos, entre ellos: Mitocondria, Bioenergética, Bioquímica y en particular, Principios de Bioquímica. El último es un texto de referencia ampliamente utilizado para los cursos de introducción a la bioquímica en las universidades. Los dos últimos han sido traducidos en numerosos idiomas.